# Derek McInnes
Derek John McInnes (Paisley, 5 de julho de 1971) é um ex-futebolista e treinador de futebol escocês.[carece de fontes?] tendo se destacado no modesto Greenock Morton, onde disputou 221 partidas e marcou 19 gols. Jogou também por Rangers, Stockport County (por empréstimo), Toulouse, West Bromwich Albion, Dundee United e Millwall e não foi lembrado para a Copa de 1998, e seu país não havia se classificado para a Copa seguinte. Ainda em 2002, ele fez duas partidas pela Seleção da Escócia.